# ハリファックス断頭台

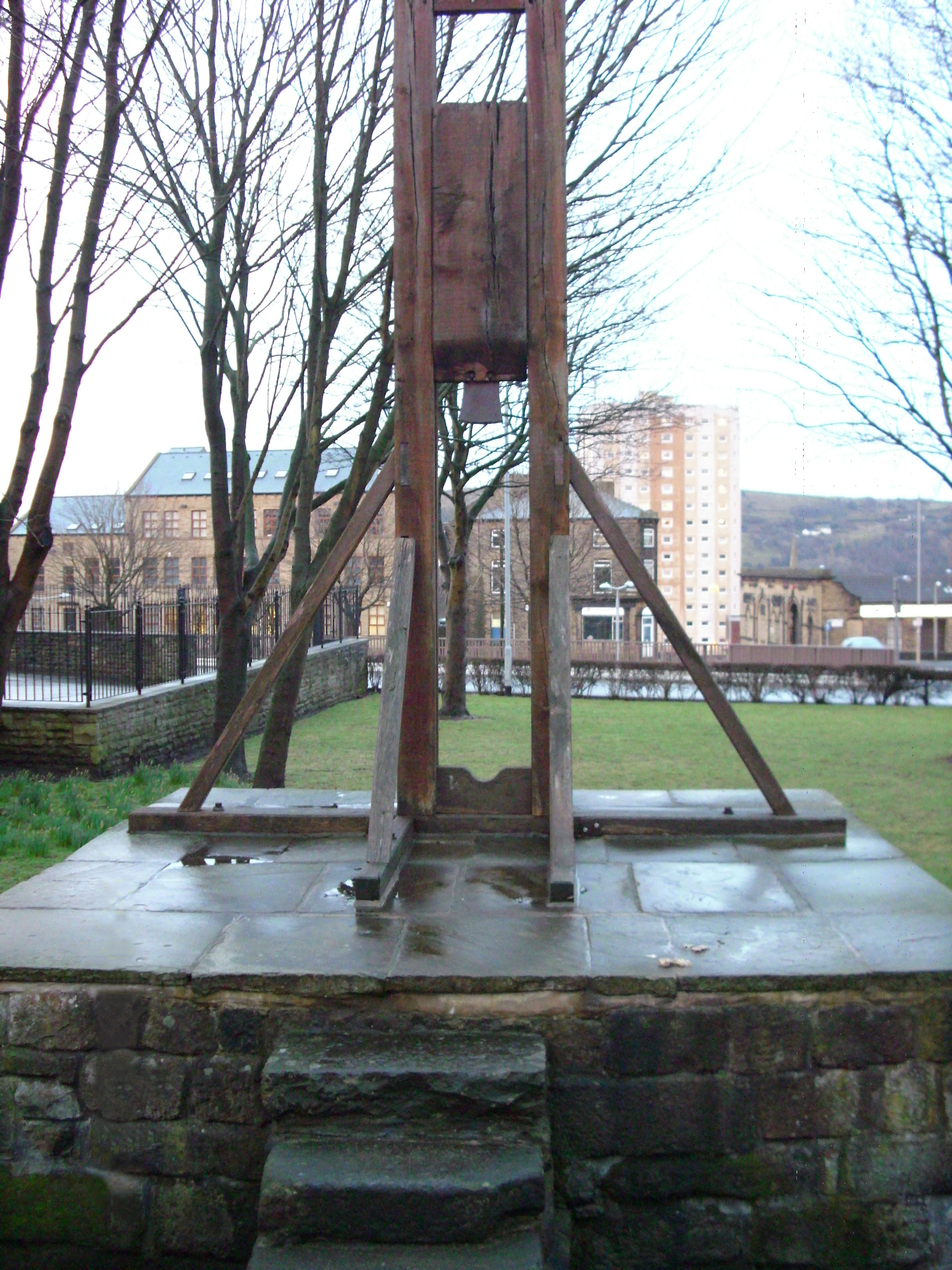
復元されたハリファックス断頭台

ハリファックス断頭台（ハリファックスだんとうだい、英語: Halifax Gibbet）とは、イギリスの処刑道具である。

## 概要
受刑者は断頭台下部に身体を固定され、重い斧状の刃が数フィートの高さから受刑者の首に落下することでギロチンのように斬首を行う。イングランドウェスト・ヨークシャー州のハリファックス (en:Halifax,_West_Yorkshire) の町で使用されたことからハリファックス断頭台と呼ばれている。1541年から1650年まで使用され、男女合わせて53人が処刑された。
ハリファックスは古くは1280年から死刑の権限を有していたが、公式な記録ではハリファックス断頭台が初めて記録に姿を見せる1541年までは、1286年にJohn of Daltonなる人物が絞首台 (en:Gibbet) で処刑された記録が残るのみであった。
ハリファックス断頭台の刃はロープで吊り上げられて保持され、このロープを切断するか、ロープを固定した落下防止ピンを引き抜くことで斬首を行った。ハリファックスでの処刑方法では、動物や家畜を盗んだ者に対する処刑においてはその盗まれた動物そのものか、その動物と同種の動物に落下防止ピンを引き抜かせることで処刑を行い、それ以外の罪状の者においては廷吏 (en:bailiff) がロープを切断する手法が用いられた。
ハリファックス断頭台は1650年にAnthony MitchellとJohn Wilkinsonなる二人の人物を処刑した後は使用されなくなった。一説には、前年の1649年に外患罪に問われて斬首されたイングランド王チャールズ1世の末路が、ハリファックスの陪審員達の心理に深い影響を与えたとも言われる。その後はハリファックス断頭台は使用されないまま荒廃していき、人々の記憶からも忘れられていった。
しかし、19世紀中頃の発掘調査で200年前の断頭台設置場所が比定され、1974年には当時の資料や発掘された遺物を参考に精巧なレプリカが制作され、かつての処刑場に設置されることになった。このレプリカはその後悪戯による破損や老朽化による腐食が進行した為に2003年に一度撤去され、翌年再建された。現在、ハリファックス断頭台が置かれている通りはGibbet Streetと名付けられている。

### 断頭台の使用要件
ハリファックス断頭台は、主に地方領主 (en:Lord of the Manor) の定める法に則って使用された。その最低限の罪状は貨幣価値にして13ペンス半以上の窃盗を行った者であった。当時、ハリファックスは紡績業で成長を遂げている最中であり、屋外での乾燥工程にあった布地が盗まれる被害が後を絶たなかったことから、こうした窃盗犯への抑止力としてハリファックス断頭台が考案されたという。しかし、その執行要件には実際にはかなりの制約が存在し、窃盗の場合には下記の要件に完全に合致しない限りは処刑は行われなかった。
アングロ・サクソン法典（コモン・ロー）による2つの窃盗要件、en:Handhabend（盗んだ品を手に持つ＝盗みの現行犯で逮捕される）若しくはen:Backberend（盗んだ品を背に負う＝盗まれた品を所持しているところを発見される）のどちらかの罪で、ハリファックス領内の処刑特許地区内で捕縛され、自らの罪状を告白 (confess) した者が受刑対象となり、その後ハリファックス領内での三回の市場または集会の後に断頭台で処刑が行われる。
「三回の市場または集会」は窃盗された品物の貨幣価値を確定する一種の審理期間及び執行猶予期間であり、尚かつ処刑特許地区内の受刑者に対してしか効力が発動しない要件であった為、この期間中に何らかの方法で処刑特許地区を脱出してしまった場合には、この受刑者が自発的に処刑特許地区に戻らない限りは、強制的に処刑特許地区に連れ戻して処刑を行うことは出来なかった。記録上ではこのような事例で処刑を免れた者が数例残されており、John Lacyなる男は処刑特許地区を脱出して一度は死刑を免れたものの、どういう理由か7年後にハリファックス領内に戻ってきたところを再捕縛され、7年前の罪状でハリファックス断頭台に掛けられたという記録が残っている。

### 人々の反応
後世に登場するギロチンに劣らない精度で、一撃で正確に受刑者の首を刎ね飛ばすハリファックス断頭台は、110年間に53人に対してしか使用されなかった器具であるにもかかわらず、当時や後世の人々に大きなインパクトを与える処刑器具となった。当時のイギリスの斬首刑は死刑執行人の手斧によるものであり、死刑執行人の技量によっては受刑者に凄惨な苦痛を与えるものであった事も、ハリファックス断頭台の名を却って高める一因になった。
当時の知識人や詩人の多くもハリファックス断頭台に言及している。en:Thomas Deloneyは1600年のバラッド詩集"Thomas, of Reading"においてハリファックス断頭台に触れている 。ロビンソン・クルーソーを著した作家のダニエル・デフォーは古物商en:William_Camdenと共にハリファックス断頭台の見聞に訪れ、ハリファックスの厳格な法による統治を称えている。「水の詩人」と呼ばれたJohn_Taylorは、"Beggar's Litany"という詩において、"From Hell, Hull, and Halifax, Good Lord, deliver us!"という文言で、ならず者や物乞いが地獄の次に恐れる場所としてキングストン・アポン・ハルと共にハリファックスを挙げている。
ヒストリーチャンネルの"Surviving History"では、2008年6月15日放送分に置いて、ハリファックス断頭台が取り上げられた。この際にも実物と同じレプリカが制作されている。
J・M・クッツェーはハリファックス断頭台をテーマにした作品を著し、2003年にノーベル文学賞を受賞した。